# Jérémy Corinus
Jérémy Corinus, né le 16 mars 1997 à Évry, est un footballeur professionnel français qui évolue en tant que défenseur pour l'équipe de première division chypriote Othellos Athienou.

## Carrière en club
Le 11 février 2020, Corinus signe avec l'équipe première d'Ajaccio.
Le 18 août 2021, il signe en Italie pour le club de Serie C Fermana. Le 31 janvier 2022, son contrat avec Fermana est résilié d'un commun accord.

## Vie privée
Jérémy Corinus a des origines martiniquaises.